# Marwa Al-Sabouni
Marwa Al-Sabouni (àrab: مروة الصابوني, Marwa aṣ-Ṣābūnī) (Homs, 18 de setembre de 1981) és una arquitecta i escriptora siriana, que considera que l'arquitectura té un paper important en el manteniment de la pau de les ciutats. El seu primer llibre, The Battle for Home, va ser seleccionat per The Guardian com un dels millors llibres d'arquitectura de 2016. Va ser seleccionada com una de les 100 Women de la BBC l'any 2019.

## Infància i educació
Al-Sabouni va néixer a Homs. Segons afirma, a Síria els estudiants amb les qualificacions més altes estudien medicina, mentre que els que obtenen qualificacions més baixes estudien enginyeria. Al-Sabouni va triar estudiar arquitectura. Va notar que no hi havia parcs funcionals o espais culturals a prop d'on vivia. Al-Sabouni ha parlat sobre la seva infància a The Guardian, "No em feia il·lusions de ser la propera Zaha Hadid... No obstant això, l'esperança és cega, i sempre acaba trobant el seu camí cap al cor humà, també cap al meu". Té una llicenciatura i un doctorat en arquitectura, i Frank Lloyd Wright és una de les seves inspiracions. En la seva formació universitària, es va inspirar en els estils occidentals, com les llars estatunidenques a Cap Cod, dels llibres de la biblioteca. La seva tesi doctoral, Stereotyping in Islamic Architecture, va aparèixer a deconarch.com.

## Trajectòria professional
Quan va esclatar la Guerra Civil siriana l'any 2011, Al-Sabouni va prendre la decisió de quedar-se a la ciutat on s'havia criat. Va passar dos anys amagada, educant a casa els seus dos fills petits i sense poder veure la lluna. Quan les forces rebels van abandonar Síria al 2015, més del 60 % del veïnat havia estat enderrocat. Al-Sabouni ha parlat sobre la crisi de l'habitatge a Síria, on gairebé la meitat de la població siriana vivia en allotjaments temporals o informals, i sobre com aquesta arquitectura va contribuir al seu ederrocament. Al-Sabouni creu que l'arquitectura de les ciutats és fonamental per a la seva harmonia.
L'autobiografia d'Al-Sabouni, La batalla per la llar: La visió d'una jove arquitecta a Síria va ser publicada l'any 2016. Considera els rols dels arquitectes i urbanistes en la violència i els conflictes civils en corrompre les relacions comunitàries a través d'edificis fragmentats. En el llibre, argumenta que s'han de fer esforços per restaurar la pau a través dels desenvolupaments urbans. Inclou les seves propostes per a la reconstrucció del districte de Bava Amr, dissenys d'estructures que aprofitin les formes històriques de Síria per mantenir les comunitats juntes i en harmonia. El seu disseny inclou plànols en forma d'arbre que contenen botigues i espais comunitaris en la part troncal, i apartaments en les branques. Els seus esforços busquen restaurar la cohesió social i un sentit d'identitat. Va ser seleccionada per The Guardian com un dels millors llibres d'arquitectura de 2016.
Dirigeix un portal que publica notícies d'arquitectura en àrab, el Portal àrab de notícies d'arquitectura, així com una llibreria a Homs. L'any 2016, va fer una xerrada TED titulada Com l'arquitectura de Síria va assentar les bases per a una guerra brutal, que ha tingut més d'un milió de reproduccions. Ha proporcionat assessorament expert al Fòrum Econòmic Mundial, a la NPR i a la BBC, a més d'haver escrit al The Wall Street Journal.

### Premis i distincions
Al-Sabouni ha rebut, entre d'altres, els següents premis:
- 2010 Premi Royal Kuwaiti al millor projecte
- 2013 Premi del Pergamí d'Honor d'ONU-Hàbitat[7]
- 2017 Premi The Observer Popular Features[23]
- 2018 Finalista del Premi Pritzker d'Arquitectura[24]
- 2018 Premi Prince Claus Fund[14]
- 2019 Llistada com una de les 100 dones més influents de l'any segons la BBC.[25]

## Vida privada
Al-Sabouni està casada amb Ghassan, amb qui té una filla i un fill.